# ألنور علييف
ألنور علييف (بالأذرية: Elnur Əliyev) (باكو 1979)، النائب الأول لوزير الثقافة. السفير فوق العادة والمفوض. ويشغل منصب رئيس مجلس أمناء مركز نظامي كنجافي الدولي. 

## حياته ومشواره المهنية
ولد النور علي أوغلو علييف عام 1979 في مدينة باكو. وحصل على درجة بكالوريوس عام 1999 ودرجة ماجستير عام 2001 من جامعة أذربيجان الحكومية للاقتصاد. بين 2009-2013. ثم أكمل بنجاح برنامج إدارة الأعمال المالية في كلية مانشستر للأعمال في المملكة المتحدة.
عمل ألنور علييف في مجال الدبلوماسية متعددة الأطراف في وزارة الخارجية في الفترة 2000-2004، وساهم في التعاون داخل المنظمات الإقليمية (الاتحاد الأوروبي، ومنظمة التعاون الاقتصادي للبحر الأسود، ومنظمة غوام للتطوير الديمقراطي والاقتصادي، ومنظمة التعاون الاقتصادي) وترأس عددًا من مجموعات التعاون الإقليمي.
وعمل في سفارة أذربيجان في مملكة بلجيكا من 2004 إلى 2008، وكان مسؤولاً عن تنسيق التعاون بين دولة أذربيجان والاتحاد الأوروبي في مختلف المجالات.
عمل ألنور علييف في السنوات 2008-2017، في البنك الإسلامي للتنمية في جدة في مناصب مختلفة، بما في ذلك منصب المدير العام لرابطة الدول المستقلة في تمويل التجارة الدولية.
عمل النور علييف كممثل تجاري في سفارة جمهورية أذربيجان في دولة الإمارات العربية المتحدة بين عامي 2017-2020. 
وشغل ألنور علييف منصب المستشار لوزير الثقافة لجمهورية أذربيجان في عام 2020. ثم شغل منصب النائب الأول لوزير الثقافة في عام 2021 بأمر ذي صلة صادر عن رئيس جمهورية أذربيجان.